# Mallerenga de ventre castany
La mallerenga de ventre castany (Sittiparus castaneoventris)és una espècie d'ocell passeriforme que pertany a la família Pàrids endèmica de Taiwan.
Va ser descrit científicament per l'ornitòleg anglès John Gould el 1863 amb el nom binomial de Parus castaneoventris. Posteriorment va ser considerada una subespècie de la mallerenga variable, fins que el 2014 va recobrar l'estatus d'espècie per un estudi filogenètic de la família Paridae.
Com el propi nom diu, es diferencia de la mallerenga variable per tenir les parts inferiors d'un color castany vermellós més intens i la taca de front i les galtes de color blanc.